# Barattarna
Barattarna fue un rey de Mitani que reinó en la primera mitad del siglo XV a. C..
Se considera rey de Mitani, aunque en una inscripción de su vasallo Idrimi de Alalakh, aparece como «rey de las tropas hurritas». Su reinado coincide con un período de decadencia del Imperio hitita, y de relativa inactividad de Egipto, por lo que pudo expandirse hacia el oeste, ocupando Aleppo.
Las fuentes egipcias no le mencionan, aunque se puede deducir que fue el rey al que derrotó Tutmosis III en la batalla de Meggido en 1447 a. C., cuando las tropas egipcias se enfrentaron a una coalición siria liderada por la ciudad de Qadesh, en la que participó Mitani. También hacen mención de una segunda expedición del mismo faraón, que habría navegado por el Éufrates y derrotado a los mitannios. En cualquier caso, las victorias egipcias no supusieron ganancias territoriales.
Después de Barattarna, aparece el nombre de Parshatar en una inscripción de Nuzi, pero no se sabe si en realidad se trata del mismo Barattarna, o si se trata de otro rey desconocido, del que nada se sabe.